# Inonotus
Inonotus P. Karst. (błyskoporek) – rodzaj grzybów z rodziny szczeciniakowatych (Hymenochaetaceae).

## Charakterystyka
Grzyby nadrzewne, saprotrofy lub pasożyty zwane hubami, grzyby poliporoidalne. Owocniki roczne, rozpostarte, rozpostarto-siedzące, siedzące lub rzadko bocznotrzonowe. Powierzchnia obficie kosmata, włochata lub naga, żółtawa do czerwonawo-brązowej, często z wiekiem ciemniejąca. Kontekst brązowy, od miękko włóknistego do twardo-korkowego. System strzępkowy monomityczny, strzępki z prostymi przegrodami, u większości gatunków od cienkościennych i prawie szklistych do grubościennych i w KOH brązowawych, mocno rozgałęzione. W kontekście lub tramie niektórych gatunków występują strzępki szczecinowe, w hymenium u większości gatunków są szczecinki, zwykle wyrastające z hymenium lub subhymenium. Mają kształt szydłowaty do brzuchatego, są spiczaste, w KOH blade do ciemnobrązowych. Podstawki maczugowate do szeroko elipsoidalnych, 4-sterygmowe z prostą przegrodą u podstawy. Bazydiospory cylindryczne, elipsoidalne lub jajowato-półkuliste, szkliste lub złote do czerwonawo-brązowych, gładkie, w odczynniku Melzera nieamyloidalne lub dekstrynoidalne. Powodują białą zgniliznę żywych i martwych drzew iglastych i twardych liściastych.

## Systematyka i nazewnictwo
Pozycja w klasyfikacji według Index Fungorum: Hymenochaetaceae, Hymenochaetales, Incertae sedis, Agaricomycetes, Agaricomycotina, Basidiomycota, Fungi.
Synonimy naukowe: Cerrenella Murrill, Flaviporellus Murrill, Inoderma P. Karst., Inodermus Quél., Mensularia Lázaro Ibiza, Phaeoporus J. Schröt., Polystictoides Lázaro Ibiza, Xanthoporia Murrill.
Polską nazwę nadał Władysław Wojewoda w 1999 r. W polskim piśmiennictwie mykologicznym należące do tego rodzaju gatunki opisywane były także jako huba, hubczak, żagiew, szczeciniak i włóknouszek.
Gatunki występujące w Polsce
- Inonotus cuticularis (Bull.) P. Karst. 1879 – błyskoporek skórzasty
- Inonotus hastifer Pouzar 1981 – błyskoporek rozpostarty
- Inonotus hispidus – błyskoporek szczotkowaty
- Inonotus leporinus (Fr.) Gilb. & Ryvarden 1993 – błyskoporek świerkowy
- Inonotus nidus-pici Pilát 1953[6]
- Inonotus obliquus (Ach. ex Pers.) Pilát 1942 – błyskoporek podkorowy
- Inonotus triqueter (Fr.) P. Karst. 1882 – błyskoporek sosnowy
- Inonotus ulmicola Corfixen 1990[7]

Nazwy naukowe na podstawie Index Fungorum. Wykaz gatunków i nazwy polskie według W. Wojewody i innych.